# Je ne vous oublie pas
Singles de Céline Dion
In Some Small Way
(2005) Tous les secrets
(2006)
Je ne vous oublie pas est le premier single de On ne change pas, la compilation de Céline Dion parue en 2005. Il sort en téléchargement au Canada le 27 septembre 2005 et en France le 3 octobre 2005. Le CD single sort en France, en Belgique et en Suisse à la mi-octobre 2005. La chanson atteint la deuxième place du classement français et y est certifiée disque d'or.

## Histoire et sortie
Les paroles de Jacques Veneruso, qui a travaillé avec Céline Dion sur son précédent album français 1 fille & 4 types, font de la chanson une dédicace à tous les fans de la chanteuse, une déclaration d'amour. Veneruso écrit et produit quatre titres pour le prochain album français de la québécois, D'elles, ainsi que les singles Sous le vent, Tout l'or des hommes et Parler à mon père.
Le clip est filmé et réalisé par Didier Kerbrat au Théâtre Impérial à Montréal en juillet 2005 et sort en septembre 2005.
La chanteuse se rend en France en octobre 2005 pour promouvoir son nouvel album et interprète Je ne vous oublie pas dans diverses émissions de télévision. Le single devient no 2 dans le classement national et est certifié disque d'or. Il connait également le succès dans d'autres pays, devenant no 3 au Québec, no 4 en Belgique francophone et no 21 en Suisse.
Je ne vous oublie pas est nommé pour le Prix Félix en 2006 dans la catégorie Meilleure chanson de l'année.
La version de Je ne vous oublie pas interprétée par Dion et Les 500 Choristes est sortie en novembre 2006 sur leur album 500 Choristes avec.../vol.2. Elle est ensuite incluse sur le single de Céline Dion Et s'il n'en restait qu'une (Je serais celle-là) en 2007.
En 2013, elle interprète des extraits a cappella de la chanson à la fois en guise d'introduction et de fin pour ses concerts de sa tournée Sans Attendre.

## Formats et distribution
CD single Europe
1. Je ne vous oublie pas – 3:35
2. Sous le vent (avec Garou et Les 500 Choristes) – 3:34
3. Je ne vous oublie pas (version instrumentale) – 3:35

## Classement
| Classement (2005)                       | Meilleure position |
| --------------------------------------- | ------------------ |
| Belgique (Flandre Ultratop 50 Singles)  | 9                  |
| Belgique (Wallonie Ultratop 50 Singles) | 9                  |
| Canada (Hot 100)                        | 23                 |
| Europe (European Hot 100 Singles)       | 8                  |
| France (SNEP)                           | 2                  |
| Québec (ADISQ)                          | 3                  |
| Suisse (Schweizer Hitparade)            | 21                 |

## Certification
| Région                                                                                                 | Certification | Ventes/Streams |
| --- | ------------- | -------------- |
| France (SNEP)                                                                                          | Or,           | 174 400        |
| *Ventes selon la certification ^Mise en rayon selon la certification xNon précisé par la certification |               |                |

## Date de sortie
| Pays     | Date              | Format         |
| -------- | ----------------- | -------------- |
| Canada   | 27 septembre 2005 | Téléchargement |
| France   | 3 octobre 2005    | Téléchargement |
| Belgique | 7 octobre 2005    | CD             |
| Suisse   | 7 octobre 2005    | CD             |
| France   | 17 octobre 2005   | CD             |